# Castellana Sicula

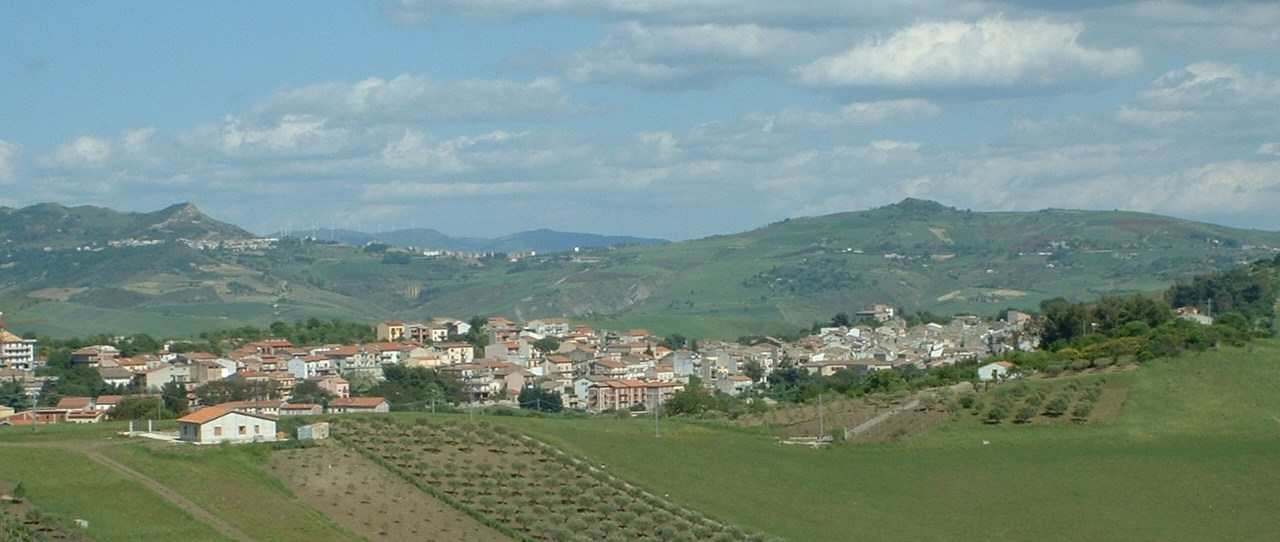
Castellana Sicula

Castellana Sicula (tiếng Sicilia: Castiddana) là một đô thị (comune) là một đô thị trong tỉnh Palermo, vùng Sicilia, 70 km về phía đông nam Palermo, Ý. Đô thị này có diện tích 72 km2, dân số theo điều tra ngày 31/12/2004 của Cục thống kê quốc gia Ý là 3738 người. Đô thị Castellana Sicula có các frazioni (đơn vị dân cư, chủ yếu là các làng) Nociazzi, Calcarelli, và Catalani.
Castellana Sicula giáp các đô thị sau: Petralia Sottana, Polizzi Generosa, Villalba.